# 長井就安
長井 就安（ながい なりやす）は、戦国時代から安土桃山時代にかけての武将。毛利氏家臣。父は長井親房。伯父・長井重信の養子となる。

## 生涯
安芸国の戦国大名・毛利氏の同族である長井氏の出身。毛利氏家臣の長井親房の子として生まれ、伯父の長井重信の養子となって家督を継いだ。
天正19年（1591年）12月13日、毛利輝元から「備前守」の受領名を与えられる。
文禄2年（1593年）5月4日、文禄の役に従軍していた嫡男の元保が朝鮮において戦死したため、湯浅将宗の嫡男であった湯浅二郎五郎（後の長井元重）を娘婿に迎えて、家督を継がせた。
文禄4年（1595年）1月20日に死去。